# 노래의 힘
〈노래의 힘〉(일본어: 歌の力 우타노지카라[*])는 2009년·2010년 《NHK 홍백가합전》에서 메인 테마 및 프로그램 홍보를 위해 사용된 악곡이다.

## 개요
《NHK 홍백가합전》이 음악 프로그램으로 원점 회귀를 목표로 하는
가운데, 제58회(2007년) 이후 3년 연속 〈노래힘〉(歌力)을 통일 컨셉으로 연출하였으며, 제60회 메인 테마는 《노래의 힘∞무한대》이다.
이 메인 테마에 따라서 프로그램 홍보 기획으로 《〈노래의 힘〉 프로젝트》가 실시되었다. 이것은 시청자가 《노래의 힘 ○○○》(실제로 ○○○ 부분은 가로 공백)이라는 해당 프레이즈와 이에 얽힌 에피소드를 모집하고, 에피소드를 사전 프로그램 내에서 소개하는 것과 동시에, 히사이시 조가 이 문구를 바탕으로 한 가사에 곡을 붙여 당일의 프로그램에서 선보이겠다는 것이다. 모집은 2009년 9월 15일에서 11월 8일 사이에 이루어지며, 총 응모수 13144통 중에서 대표 프레이즈를 뽑아 한 곡의 가사로 제작한다. 완성된 곡의 크레디트는 《작사 : 당신의 〈노래의 힘〉》이라고 되어있다.
2009년 12월 22일, 〈안 샐리 & 스기나미 어린이 합창단〉, 〈리틀 캐롤 & 마이〉가 부른 노래는 다운로드 싱글인 아이튠즈 스토어·착신음악 등으로 다운로드된다.
제60회 방송에서는 후반의 오프닝(21:00-)에서 작곡가 히사이시 조의 지휘 아래에 사전 프로그램의 음악을 녹음한 안 샐리와 그 외의 출연자가 본 곡을 대합창하였다.(당일 방송 직전에는 리허설이 진행되고 있었으며, 제창 시에 방문자가 기립할 수 있도록 지시하였다. 이 형식은 나가노 올림픽 개막식을 모델로 한 것이다.)
그리고 다음 해 2010년 제61회에서는 본 곡이 주제가로 사용되었다.

## 같이 보기
- 사라이 - 《24시간TV 〈사랑은 지구를 구한다〉 15》 (1992년, 닛폰 TV 계열)에 접수된 시청자의 메시지를 기반으로 제작된 악곡. 크레디트는 《대표 작사：타니무라 신지》라고 되어있다.
- 우타♪웃키 - 2010년 - 2012년에 등장한 홍백의 공식 캐릭터. 《제60회 NHK 홍백가합전》에서 수록된 곡인 〈노래의 힘〉에서 탄생되었다는 설정을 가지고있다.
- 가요 자선콘서트 (2010년 11월 23일 방송분, 종합 TV) - 이 곡은 홍백 출연자들에 의해 대합창되었다.